# Alemtuzumab
L'alemtuzumab (MabCampath™, Bayer) és un anticòs monoclonal emprat en el tractament de la leucèmia limfocítica crònica de cèl·lules B (LLC-B) i -fora d'indicació- en el limfoma no hodgkinià.
La diana farmacològica és la proteïna de membrana CD52 -també anomenada antígen CAMPATH-1- situada a la superfície del limfòcits madurs, però no a les cèl·lules mare de les quals en deriven aquests. Es pauta com a teràpia de segona línia per a la LLC. Es troba aprovat per la Food and Drug Administration (FDA) -amb el nom de Campath™- i per l'Agència Europea de Medicaments (EMA), per a pacients que han estat tractats amb agents alquilants antineoplàstics i en els quals va fracassar el tractament amb fludarabina.
Una complicació habitual d'aquesta tractament és que augmenta de forma significativa el risc d'infeccions oportunistes, en particular per citomegalovirus reactivats.
L'alemtuzumab també es fa servir en alguns règims de condicionament en el trasplantament de medul·la òssia i de ronyó. També s'ha fet servir en protocols d'assajos clínics en el tractament d'algunes malalties autoimmunes, com l'esclerosi múltiple.

## Descripció
L'alemtuzumab és un anticòs ADN-recombinant humanitzat (Campath-1H) que presenta elevada afinitat contra la proteïna de membrana cel·lular de 21-28 kD anomenada CD52.

## Indicacions i ús
L'alemtuzumab té indicació aprovada per al tractament de la leucèmia limfocítica crònica de cèl·lules B (LLC-B o B-CLL en anglès), en malalts que ja han estat tractats amb agents alquilants i on ha fallat la teràpia amb fludarabina.

## Contraindicacions i precaucions
L'alemtuzumab està contraindicat en pacients que presenten infeccions sistèmiques que generen immunodeficiència (p.e. en seropositius per VIH), o hipersensibilitat coneguda de Tipus I o bé amb historial de reaccions anafilàctiques en ser tractats amb qualsevol dels components de la forma farmacèutica (MabCampath™).

## Reaccions adverses
Les perfusions d'alemtuzumab han estat associades a efectes adversos com la hipotensió arterial, rigidesa, febre, respiració dificultosa, broncospasme, calfreds, i/o erupcions cutànies eritematoses. Han estat notificats trastorns hematològics, circulatoris, respiratoris i cardíacs. Alguns d'ells de mal pronòstic i apareguts durant la teràpia contra l'esclerosi múltiple. Molt rarament, s'han descrit crisis coronàries fatals en individus tractats amb el fàrmac. També es pot donar que l'alteració de les poblacions de limfòcits T-supressors pel Campath-1H pugui conduir a alguns tipus de malalties autoimmunitàries.

## Història
Els orígens del fàrmac es remunten al Campath-1 que derivava d'anticossos de ratolí, dissenyat contra proteïnes limfocitàries humanes per Herman Waldmann et al. El nom "Campath" deriva del Departament de "Pathology" de la Universitat de Cambridge.
Inicialment el Campath-1 no tenia utilitat terapèutica donat que els pacients podien teòricament reaccionar contra les estructures proteiques determinants de l'anticòs. Per tal de solucionar aquest fet, Greg Winter et al. van humanitzar el Campath-1, extraient els bucles hipervariables que tenien especificitat per la proteïna CD52 i unint-los a una estructura d'anticòs humà. Després d'aconseguir-ho el resultant esdevingué conegut amb el nom de Campath-1H, que serveix de base per l'alemtuzumab.